# 皇冠鮋
皇冠鮋，為輻鰭魚綱鮋形目鮋亞目鮋科的其中一種，為熱帶海水魚，分布於東大西洋茅利塔尼亞至安哥拉海域，棲息深度46-201公尺，體長可達40公分，棲息在砂泥底層水域，生活習性不明，可做為食用魚。